# 제품 개발
제품 개발(製品開發, product development)은 상품이나 제품을 개발하는 것을 의미한다. 신제품의 창조, 기존품의 개량, 신제품의 용도개척을 포함하는 종합개념으로 제품수요의 폭을 넓히고 경쟁력을 강화하여 적극적으로 시장개척을 하기 위한 기초요건을 마련하는 활동이라고 할 수 있다.

## 개요
특히 신규임을 강조할 때에는 신상품 개발이라는 말을 사용한다. 어느정도 이상의 규모의 기업이되면 제품 개발의 전임자가 배치되어 있는 경우도 많다. 아이디어를 창출하고 심사한 뒤, 컨셉 개발 및 컨셉 테스트, 마케팅 전략의 수립, 사업 분석, 제품 개발, 시장 테스트, 상품화의 순서로 이루어지는 경우가 일반적이다.

## 신제품의 창안
소비자 욕망의 다양화에 부응하는 것으로, 우수제품을 내놓음으로써 경쟁력을 강화하고 창의력에 대한 보상으로서 부가이윤(附加利潤)을 얻게 되고, 추종품의 출현 이후에도 그 산업에 있어 선도적 지위를 확보하게 한다.

## 제품개발의 방법
장기적인 연구, 시장조사에 얻은 창의적인 아이디어, 종업원이나 판매원에 대한 제안제도(提案制度), 브레인 스토밍(brain storming：頭惱旋風), 현상모집(懸賞募集) 등의 여러 방법에 의해 경영 내외부의 광범위한 원천으로부터 얻어진 모든 아이디어를 ① 아이디어의 검토와 예비적 선발, ② 잠재수요·경쟁관계 등 판매 가능성 검토, ③ 특허권 판매 등에 대한 장해요인 유무의 검토, ④ 제품설계, ⑤ 제조방법과 비용의 추정, ⑥ 재정적 가능성의 검토, ⑦ 시장실험, ⑧ 판매계획의 작성과 시장도입 등의 절차에 따라 실시하는 것이 일반적이다.

## 제품개량
기술혁신·소비자 선호·소비관습 등이 발전 변화하는 데 대응하여 기존제품의 기능·형태·색·포장 등을 개량하고 원가절하를 기도하는 활동이다.

### 신용도개척
새로운 용도의 개척은 제품의 시장성을 새롭게 하는 것이므로 과거에 사용되지 않았던 새로운 용도나 고객층을 발견, 시장확장을 꾀하는 활동이다.

## 같이 보기
- 최종 사용자
- 산업 디자인
- 혁신
- 오픈 이노베이션
- 포장
- 제품 디자인